# Скопление Насоса
Скопление Насоса (Abell S0636, англ. Antlia Cluster) — скопление галактик в составе сверхскопления Гидры-Центавра. Скопление Насоса является третьим по расстоянию до Местной группы скоплением после скопления Девы и скопления Печи. Расстояние от Солнца до скопления составляет от 40,5 Мпк до 40,9 Мпк; для земного наблюдателя скопление находится в направлении созвездия Насоса. Скопление Насоса не следует путать с карликовой галактикой в Насосе.
Скопление Насоса принадлежит редкому III типу по классификации Баутц — Моргана, то есть не имеет центральной доминирующей ярчайшей галактики скопления. В скоплении при этом доминируют две массивные эллиптические галактики NGC 3268 и NGC 3258, всего же скопление содержит около 234 галактик. Скопление очень плотное по сравнению с другими скоплениями, такими как скопление Печи и скопление Девы, содержит галактики ранних типов и большую долю карликовых эллиптических галактик. Скопление разделяется на две группы галактик: Северную подгруппу вокруг NGC 3268 и Южную подгруппу с центром в NGC 3258.
Красное смещение скопления как целого составляет z = 0,0087, то есть скопление, как и большинство объектов во Вселенной, удаляется от Местной группы. Наблюдения в рентгеновском диапазоне на спутнике ASCA показывают, что скопление является почти изотермическим со средней температурой kT ~ 2,0 кэВ.

## Примеры объектов в скоплении Насоса
| - NGC 3267 - NGC 3568 - NGC 3258 - NGC 3269 | - NGC 3271 - NGC 3258A - NGC 3258B - NGC 3260 | - NGC 3267 - NGC 3268 - NGC 3273 |